# Llista de missions diplomàtiques a Andorra
Aquesta és una llista de missions diplomàtiques a Andorra. A Andorra hi ha dues ambaixades, la de França i la d'Espanya, a Andorra la Vella. Altres països acrediten un ambaixador des de París o Madrid, però dirigeixen relacions dia a dia i proporcionen serveis consulars a Barcelona o per Cònsols Honoraris residents a Andorra.

## Ambaixades

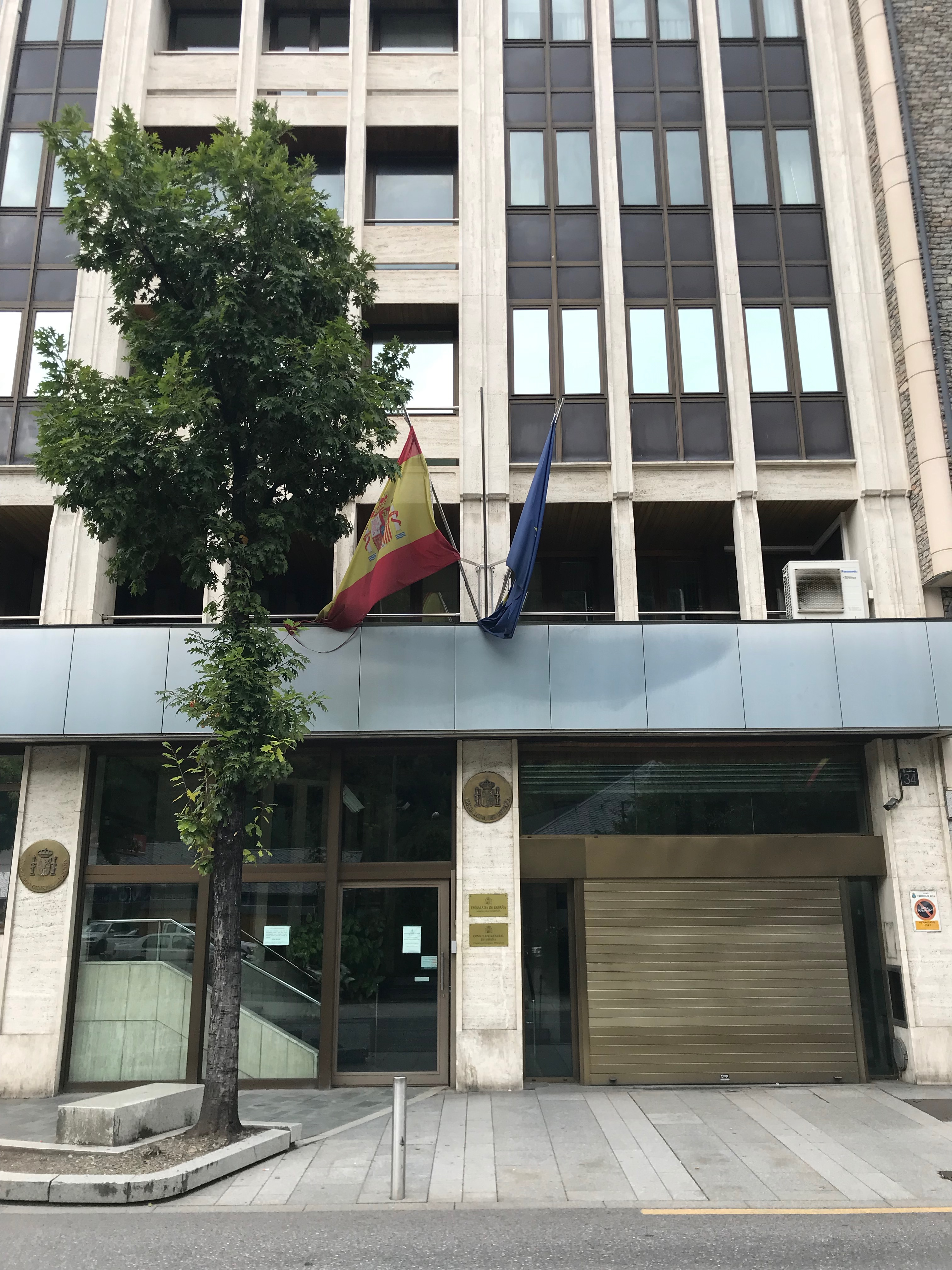
Ambaixada d'Espanya a Andorra la Vella

Les següents ambaixades estan situades a la capital del Principat, Andorra la Vella:
| - Espanya - França |

### Consolats generals
Els consolats generals estan situats fora del Principat, tots a Barcelona.
| - Argentina - Bèlgica - Colòmbia - Costa Rica - Alemanya - Hongria - Irlanda - Itàlia - Luxemburg - Suècia - Suïssa - Turquia - Regne Unit - Estats Units |

## Ambaixades no residents
Les ambaixades no residents al Principat es troben a Madrid, excepte els anotats a París i Brussel·les.
| - Algèria (París) - Argentina - Armènia (París) - Austràlia - Àustria - Azerbaidjan - Bèlgica - Bòsnia i Hercegovina (París) - Brasil - Bulgària - Cambodja (París) - Canadà - Xile - R.P. de la Xina - Colòmbia - Croàcia - Cuba - Xipre (París) - Txèquia - Dinamarca - República Dominicana - Egipte - El Salvador - Estònia - Finlàndia - Alemanya - Grècia - Guatemala - Ciutat del Vaticà - Hondures - Hongria - Índia - Indonèsia (París) - Irlanda - Islàndia (París) - Israel | - Itàlia - Japó (París) - Corea del Sud - Letònia (París) - Líban (París) - Lituània (París) - Luxemburg - Malta - Marroc (París) - Mèxic - Myanmar (París) - Països Baixos (París) - Nicaragua (París) - Noruega - Pakistan - Panamà (París) - Paraguai (París) - Perú - Filipines - Polònia - Portugal - Romania - Rússia - San Marino - Sèrbia - Seychelles (Brussel·les) - Eslovènia - Sud-àfrica - Tailàndia - Turquia - Ucraïna - Regne Unit - Estats Units - Uruguai - Veneçuela (París) |